# دان اسپرینگ
دان اسپرینگ (انگلیسی: Don Spring؛ زادهٔ ۱۵ ژوئن ۱۹۵۹) بازیکن هاکی روی یخ اهل کانادا بود.